# Štikovna
Štikovna (Škopkovská, Vyšínka, Lipová) je zaniklá viniční usedlost v Praze 2-Vinohradech, která stála v místech mezi ulicí Vinohradská a Náměstím Míru.

## Historie
Na původním poli patřícímu kostelu svatého Jindřicha na Novém Městě byl z příkazu Karla IV. založen vinohrad. V letech 1666–1682 jej držel řezník Matěj Půlpán ze Starého Města, po něm novoměstský měšťan Jan Ludák. Koncem 17. století koupil vinici Václav Rudolf Vyšín z Klarenburka a připojil k ní sousední vinici Rottenberskou.
Název Štikovna dostala po staroměstském nákladnickém pivovaru U Štiků majitelů Jiřího a Alžběty Urbanových, kteří vlastnili usedlost od roku 1759. Urban rozšířil pozemky o sousední vinice a další majitel, zemský advokát doktor Jan František Lippa, přikoupil kus sousedního pole a pozemek obehnal zdí. Lippa dal také při hlavní silnici postavit přízemní budovu pro kovářskou a zámečnickou činnost. Roku 1833 koupil usedlost lékárník Jan Zeno Hubatka; k dvoru v té době náležela vinice a ovocná zahrada.
Po roce 1850 vlastnil Štikovnu Julius Eischman a od jeho dědiců ji roku 1902 získala Vinohradská záložna. Pozemky byly brzy rozparcelovány a zastavěny.